# Списак сликара/Ц
| Сликари: A Б В Г Д Ђ Е Ж З И Ј К Л Љ М Н Њ О П Р С Т Ћ У Ф Х Ц Ч Џ Ш |

## Ц
Болеслав Цибис пољски сликар
Јан Цибис пољски сликар
Јохан Цофани (1733—1810), немачки сликар
Менци Клемент Црнчић (1865—1930), хрватски сликар и графичар
| Сликари: A Б В Г Д Ђ Е Ж З И Ј К Л Љ М Н Њ О П Р С Т Ћ У Ф Х Ц Ч Џ Ш |